# V-Europe
 (août 2019).
 (septembre 2019).
V-Europe est l'Association belge des victimes de terrorisme (AISBL) fondée en 2017 à la suite des attentats du 22 mars 2016 à Bruxelles.
L’association a pour but d’aider les victimes d'attentats dans leurs démarches juridiques, judiciaires ou administratives et leur apporte un réconfort et une écoute à travers divers programmes.
V-Europe a été reconnue comme une organisation de victimes de terrorisme par l'Organisation des Nations unies. Elle représente les victimes auprès de différents ministères (Chancellerie du Premier Ministre, Services Publics Fédéraux Intérieur, Justice et Santé) et des pouvoirs régionaux et locaux. L'association est membre du Réseau Européen des Associations de Victimes du Terrorisme, du Radicalisation Awareness Network (RAN), participe régulièrement à des séminaires organisés par l'Organisation des Nations unies et est également soutenue par la Commission européenne.
V-Europe défend les intérêts des victimes du terrorisme qu'il s'agisse de victimes d'attentats perpétrés sur le sol belge ou de victimes belges d'attaques terroristes à l'étranger. Ainsi l'association compte des membres de 23 nationalités réparties dont plus de 150 victimes directes.

## Mission et valeurs
L'association se fixe pour mission de garantir les droits à la dignité, à la mémoire, à la vérité et à la justice pour les victimes du terrorisme. A cette fin, elle a pour objectif la promotion des bonnes pratiques concernant l'assistance, la protection et le soutien des victimes. 

### Liste des dossiers dans lesquels V-Europe est partie civile (ou en cours)
- Attaque de la Rue du Dries, Bruxelles - 15 mars 2016[3]
- Attentats de Bruxelles - 22 mars 2016

### Liste des dossiers dans lesquels V-Europe apporte un soutien aux victimes
- Attentat Place St Lambert de Liège - 13 décembre 2011
- Attentat du Musée Juif de Belgique - 19 juin 2014
- Attentat de Sousse, Tunisie - 26 juin 2015
- Attentats de Paris - 13 novembre 2015
- Attaque de la Rue du Dries à Bruxelles - 15 mars 2016
- Attentats de Bruxelles - 22 mars 2016
- Attentats de Liège - 29 mai 2018

## Partenaires
Les associations ou organisations suivantes sont partenaires de V-Europe :
- UN-CTED, Counter-Terrorism Committee Executive Directorate - Conseil de sécurité des Nations unies
- RAN, Radicalisation Awareness Network - Europe
- Victim Support Europe - Europe
- BCF, British Charitable Fund - Belgique[4]
- Fondation Roi Baudouin - Belgique
- Comité Patricia Rizzo - Belgique
- We have the choice - Belgique
- AfVT, Association française des victimes du terrorisme - France
- 13onze15 fraternité vérité - France
- Life for Paris - France
- FENVAC, Fédération nationale des victimes d'attentats et d'accidents collectifs - France[5]
- Asociación Víctimas del Terrorismo - Espagne
- AV11M - Espagne
- Omagh Bombing - UK
- 9/11 Memorial & Museum - USA